# Prosperita Open 2011
Il Prosperita Open 2011 è stato un torneo professionistico di tennis maschile giocato sulla terra rossa. È stata l'8ª edizione del torneo, che fa parte dell'ATP Challenger Tour nell'ambito dell'ATP Challenger Tour 2011. Si è giocato a Ostrava in Repubblica Ceca dal 23 aprile al 1º maggio 2011.

## Partecipanti

### Teste di serie
| Nazionalità | Giocatore            | Ranking* | Testa di serie |
| ----------- | -------------------- | -------- | -------------- |
| Rep. Ceca   | Jaroslav Pospíšil    | 114      | 1              |
| Slovacchia  | Lukáš Lacko          | 118      | 2              |
| Francia     | Benoît Paire         | 119      | 3              |
| Rep. Ceca   | Ivo Minář            | 122      | 4              |
| Rep. Ceca   | Lukáš Rosol          | 124      | 5              |
| Slovacchia  | Karol Beck           | 131      | 6              |
| Russia      | Aleksandr Kudrjavcev | 138      | 7              |
| Francia     | David Guez           | 166      | 8              |

- Ranking al 18 aprile 2011.

### Altri partecipanti
Giocatori che hanno ricevuto una wild card:
- Lukáš Dlouhý
- Martin Přikryl
- Nicolas Reißig
- Jiří Veselý

Giocatori che sono passati dalle qualificazioni:
- Kamil Čapkovič
- Pavol Červenák
- Andis Juška
- Ádám Kellner

## Campioni

### Singolare
Stéphane Robert ha battuto in finale  Ádám Kellner con il punteggio di 6–1, 6–3

### Doppio
Olivier Charroin /  Stéphane Robert hanno battuto in finale  Andis Juška /  Aleksandr Kudrjavcev con il punteggio di 6–4, 6–3